# Тисобикень
Тисобикень (в минулому — Бобове, Бекень) — село в Пийтерфолвівській сільській громаді Берегівського району Закарпатської області України.

## Населення

### Мова
Розподіл населення за рідною мовою за даними перепису 2001 року:
| Мова            | Кількість | Відсоток |
| --------------- | --------- | -------- |
| угорська        | 2164      | 97.65%   |
| українська      | 47        | 2.12%    |
| російська       | 4         | 0.18%    |
| інші/не вказали | 1         | 0.05%    |
| Усього          | 2216      | 100%     |

## Історія
Назва села походить від власного староугорського імені Бикень. Значення цього слова ще до кінця не з'ясовано.
Українська назва села Бобове — переклад з угорської мови назви Тисобикень.
Деякі вчені вважають, що староугорське слово «вuк», що означає ліс, нетрі, хаща, із цим пов'язана поява імені, що дала назву селу. В той же час старотурецьке слово «вuкіn», що означає «не здатний до статевих зносин, імпотент», може бути прийняте за основу угорського прізвища.
Українська назва села Бобове — невдалий і неадекватний переклад з угорської мови. Під нього придумали красиву, хоч і не надто переконливу легенду.
Тісобикень — одне з перших дрібнодворянських сіл, яке з‘являється в письмових згадках. Король Бейло ІУ молодший в 1230 році підтвердив, що король Андрій ІІ подарував великий маєток («На три плуги») своєму вірному прислужнику Форкошу із земель Бикеня. Цей Форкош заснував біля Бикеня село, назване на його честь — Форкошфолво.
Рід Бикені вперше з'являється в середині ХУ століття в письмових документах, в зв'язку з необхідністю поділити належне йому село нащадкам від шлюбів з немешами навколишніх сіл — Осодфолу, Вербивц, Форкошфолво. В наступних століттях розвиток села віддалив його від дворянського напряму, позаяк поміщицького помістя не було побудовано. Це дало можливість знайти домівку в селі кріпакам та простолюдинам. Цей процес на початку XVIII століття дістав новий імпульс, адже під час татарської навали в 1717 році із взятих в полон 44-х немешів і 88 простолюдинів –13 немешів та 30 селян загинуло.
У 1800-х роках половина мешканців села вмерло від епідемії холери.
Село багато страждало від повеней.
В 1851 році Фийнєш Елек писав: «Бикень — угорське село в Берег-Угочанському комітаті, близько біля Тиси. Живуть в ньому 64 римо-католики, 292 греко-католики, 186 реформатів, 11 євреїв з реформатською та греко-католицькою материнськими церквами. З чорними врожайними ґрунтами, лісу немає, місцями кущі.»
З початком XX століття значна кількість жителів села виїхали на заробітки до США, Франції, Бельгії.
За переписом населення 1921 року, в селі було 140 хат, в яких проживало 845 мешканців, в тому числі 436 чоловіків та 439 жінок. За національністю — 9 словаків, 23 русини, 704 угорці та 90 євреїв. Тоді до села належали хутори Цанарія, Кіраля, Козані, Штурка.
В чехословацький період село мало назву Бекень. У 1923 році при врегулюванні прикордонних питань Чехословаччини, до якої входило тоді українське Закарпаття, з Угорщиною частина земель угорського села Могошлігет відійшла до Бекені.
Перейменування населених пунктів Бекень у Бобове і Форкошфолво у Вовчанське проведено указом Президії Верховної Ради УРСР від 25 червня 1946 року.
До 1971 року Бобове було центром сільської ради, до якої входило також село Вовчанське (Форкошфолво). Два села практично зрослися в одне. Офіційне об'єднання населеного пункту Вовчанське з селом Бобове проведено рішенням сільвиконкому № 155 від 15 квітня 1967 року.
Рішенням облвиконкому від 16 лютого 1971 року ліквідовано Бобівську сільську раду. Село Бобове було підпорядковано Петрівській сільській раді. Назву Тисобикень повернули в 1995 році.
У 1998 році в результаті повені село Тисобикень найбільше з-поміж інших постраждало. Було знищено 344 будинки.

## Релігія
У Бикені є 4 церкви: греко-католицька, реформатська, православна та римо-католицька. Бикенська греко-католицька парохія належить до однієї із самих древніх у Мукачівській єпархії. У 1751 році згадується дерев'яна церква св. ар. Михаїла під соломою, в поганому стані з двома дзвонами, бідно забезпечена образами.
Із 1770 по 1775 рік будується нова дерев'яна церква «із брусов моцних трудом вірників і филіялок», яка стоїть дотепер. Зовні важко встановити, що церква дерев'яна. Стіни поштукатурені, двосхилий дах, башта і високий готичний шпиль вкриті бляхою. Чотирирядний іконостас походить із XVIII століття. Говорять, що його привезли з Угорщини 200 років тому.
ЇЇ особливістю є те, що це єдина дерев'яна церква на території Берегівського угорського деканату. В 1943 і 44-х роках місцевий парох Павло Кекерчень займався підготовкою будівництва нової церкви, проект зберігся, виконав його інженер Еміліан Егреші. Біля церкви дотепер стоїть фундамент розпочатої будови. Із встановленням радянського режиму спорудження церкви стало неможливим. Більше того, настоятель храму о. Павло Кекерчень (який служив там з 1936 року) потрапив під тиск місцевої влади і КДБ. 24 лютого 1949 року підписав відозву про перехід до російського православ'я, але через декілька днів відмовився від своєї попередньої згоди. В квітні 1950 року його заарештували і засудили на 25 років позбавлення волі. З-під варти був звільнений 13 травня 1956 року. Помер у Петрові у 1974 році.
Після заборони греко-католицької церкви храм діяв як православний. В 1991 році після
храм св. арх. Михайла. 1770.
Село виникло в 13 ст. На малі греко-католицьких парохій комітату Уґоча за 1806 р. позначено одну мову проповіді в селі — руську, так само, як і в сусідніх селах Вовчанському, Петрові, Братові. Очевидно, тоді більшість греко-католиків становили українці. У шкільному звіті за 1901—1902 навчальний рік записано 32 учні в реформатській школі і 65 у греко-католицькій.
У 1751 р. в селі згадується дерев'яна церква св. арх. Михайла під соломою, в поганому стані, з двома дзвонами, бідно забезпечена образами. З 1770 по 1775 р. будується нова дерев'яна церква «із брусов моцних трудом вірников матері і филіялок», яка стоїть дотепер. Зовні важко встановити, що церква дерев'яна. Стіни поштукатурено, двосхилий дах, башта і високий готичний шпиль вкрито бляхою. Чотирирядний іконостас походить з кінця XVIII ст. Розповідають, що його було привезено з Угорщини близько 200 років тому.
До 1989 р. біля церкви стояла дерев'яна дзвіниця XIX ст. Нова дзвіниця, освячена 30 серпня 1992 p., — це відкрита каркасна споруда. Дошками обшито нижню частину першого ярусу і другого ярусу. У 1943—1944 роках місцевий парох Павло Кекерчені займався підготовкою спорудження нової церкви. До плану будівництва був причетний Йосип Ґейці. Проект виконав інженер Емиліян Еґреші. Із встановленням радянського режиму спорудження церкви стало неможливим. П. Кекерчені було ув'язнено в радянських концтаборах з 1949 до 1956 р.
славну історію має і реформатська церква. ЇЇ побудували вкінці XIII або на початку XIV століття. На ній немає дати будівництва. Але видно, що будували її не професійні будівельники, а сільські кріпаки. Споруджувалася вона як римо-католицька, а з часів реформації нею користуються протестанти.
Дзвіниця розміщена на північному сході церкви. Дата будівництва також невідома. Імовірно, під час правління Марії Терезії або Леопольда, бо в той час не дозволяли споруджувати церкви з дзвіницями разом. Сучасна дзвіниця побудована в 1960 році. На ній два дзвони: великий (200кг) і менший (104кг). В 1865 році церква була покрита гонтом (дранкою), в 1880 році її перекрили черепицею, а в 1996 році — етернітом.
У церкві є фісгармонія, яку в 1881 році купили за гроші вірників, збір яких організував Шаркань Лайош. Також за пожертвування прихожан побудували кам'яну огорожу з лицевої сторони церкви в 1998 році. Під час повені в цьому ж році будівля церкви постраждала, довелося відбудовувати. З 1997 року до цього часу вірників реформатської громади обслуговує пастор Отілло Гуньоді.
Є в селі і громада римо-католиків (до 30 сімей). Ще в далекому 1999 році наріжний камінь храму освятив єпископ Антал Майданек. Навесні 2001 року будову на декілька років законсервували, швидше за все, через відсутність коштів. Вдалося знайти декілька благодійних організацій, в основному з Угорщини.
Свою лепту внесло і міністерство культури Угорщини. Жертвували і вірники села та навколишніх поселень. Завдяки цьому та організаторській роботі громади, 22 листопада 2015 року єпископ Майданек освятив храм на честь святої Єлизавети.

## Музей
Музейний комплекс, який складається з двох музеїв — музею просто неба та історичного; відкрито 1970 р.
Музей під відкритим небом складається з 3-х будівель: Хата бідняка 1918 р.
Односекційна будівля з плетеними стінами та опорними балками, що давало перевагу при паводках Тиси, які були досить частими в регіоні.
Школа та житловий будинок вчителя 1920 р.
Двосекційна будівля, вкрита черепицею із села Пийтерфолво. У передній частині розміщена школа, де вчились учні 1 — 6 класів. У задній частині будинку (кухня, кімната, ґанок) проживав учитель із сім'єю. Такого типу будинки з'явилися у середині XIX ст.
Хата заможного селянина (середняка) 1882 р.
Трисекційна будівля, яка складалася із сіней, передньої частини з ґанком та задньої частини з коморою. Стіни мазані глиною, підлога, крім передньої кімнати, — глинобитна.
Історичний музей розташований поруч у колишньому палаці графів Фогороші, побудованому у неокласичному стилі. Палацовий ансамбль формувався у 1890-ті рр. З тих часів, крім палацу, зберігся парк із платанами та липами і сімейна графська каплиця (зараз — діюча греко-католицька церква).
Експозиція музею представлена експонатами, які розповідають історію краю від «графських» до сьогодення. Особливо цікавою є виставка народної кераміки, меблі віденського бароко, зал сувенірів. У музеї є конференц–зал на 50 місць, в якому можна проводити семінари та навчання. Крім кави-брейку є можливість організації фольклорного вечора в угорській чарді.

Присілки
Вовчанське (Форкошфолво) - колишнє село в Україні, в Закарпатській області.
Обєднане з селом Тисабикень (Бобове) рішенням облвиконкому Закарпатської області №155 від 15.04.1967
Король Бейло ІУ молодший в 1230 році підтвердив, що король Андрій ІІ подарував великий маєток («На три плуги») своєму вірному прислужнику Форкошу із земель Бикеня. Цей Форкош заснував село, назване на його честь – Форкошфолво. На початок ХХ століття у Форкошфолу, було 30 будинків, в яких проживало 188 чоловік, в т.ч. 15 римо-католиків, 120 греко-католиків, 4 юдеїв та 49 вірників інших конфесій. Селу належав хутір Фогарашія, який мав у своєму складі 6 будинків.

## Туристичні місця
- У селі знаходиться Затисянський етнографічний музейний комплекс. Музейний комплекс, який складається з двох музеїв — музею просто неба та історичного; відкрито 1970 р. Історичний музей розташований поруч у колишньому палаці графів Фогороші, побудованому у неокласичному стилі. Палацовий ансамбль формувався у 1890-ті рр. З тих часів, крім палацу, зберігся парк із платанами та липами і сімейна графська каплиця (зараз — діюча греко-католицька церква). Експозиція музею представлена експонатами, які розповідають історію краю від "графських" до сьогодення. Особливо цікавою є виставка народної кераміки, меблі віденського барокко, зал сувенірів. У музеї є конференц–зал на 50 місць, в якому можна проводити семінари та навчання. 
- храм св. арх. Михайла. 1770.
- Якщо з Бикеня рухатися в напрямку до Вилока (Тисоуйлока), то можна знайти те місце, де, згідно легенди, розкинулося дерево Ракоція. Згідно усних переказів, тут 13 липня 1703 року князь прив'язав коня.
- Так, в межах села був встановлений меморіальний стовп з птахом Турул на честь змагання куруців за свободу і незалежність під керівництвом князя Ракоці Ференца ІІ. 

## Відомі особистості
- тут народився поет Дьордь Дупка, краєзнавець, редактор «Kárpáti Kiadó» та член Гуртка Йожефа Аттіли (JAK).
- тут народився: Бенедек Льорінц Кіралі, письменник казок і молодіжних романів.
- Бейла Барток збирав народні пісні в Тисабьокені.
- письменник Жиґмонд Моріц  відвідав село.
- У визвольній війні 1849—1849 роках уродженець села Іштван Фовріш був полковником Кошута Лойоша, похований на сільському кладовищі.
- тут народився Бої Іштван (1676—1742), бикенський землевласник, який написав 240-сторінковий «Щоденник», в якому, крім подій, пов'язаних із сім'єю Бої, представив проблеми реформатської церкви, а, також увіковічнив історію татарської навали 1717 року.

Не обійшли увагою Тісобикень угорські літератори. Так, Моріц Жигмонд в своєму романі «Щаслива людина» пише про Бикень, про свої враження, отримані в цьому селі описав Сабо Леврінц у вірші «Музика коника стрибунця». Сімя Сірмої–Фовріш видала однотомник місцевих народних казок. 

## Населення
Згідно з переписом УРСР 1989 року чисельність наявного населення села становила 2070 осіб, з яких 1008 чоловіків та 1062 жінки.
За даними перепису 2001 року населення села становило 2216 осіб. Густота населення — 0,24 осіб/км². Рідною мовою назвали:
| Мова       | Кількість осіб | Відсоток |
| ---------- | -------------- | -------- |
| українська | 47             | 2,12 %   |
| угорська   | 2164           | 97,65 %  |
| російська  | 4              | 0,18 %   |